# 피난안전구역
피난안전구역(避難安全區域)은 고층 또는 초고층 빌딩(마천루) 등의 건물에 화재, 지진 등의 재난이 발생했을 때 건축물 내의 근무자, 거주자, 이용객이 대피할 수 있는 구역이다. 1층을 통해 외부로 나갈 수 없을 때 임시로 대피하는 곳이기도 하며 피난층으로도 부른다.

## 피난안전구역이 적용된 건축물
다음은 마천루에 속하는 피난안전구역이 적용된 주요 건축물 목록이다.
- 롯데월드타워
- 해운대 엘시티 더샵
- 파크원
- 포스코타워-송도
- 해운대 두산위브더제니스
- 해운대 아이파크
- 부산국제금융센터
- 서울국제금융센터
- 63빌딩
- 일산 두산위브더제니스

## 같이 보기
- 고층 건물
- 화재안전기준